# Monomer
Monomer (iz grškega mono – eden ali en in meros – del) je majhna molekula, ki se lahko kemijsko veže z drugo molekulo monomera, tako da nastane polimer. Tovrsina reakcija se imenuje polimerizacija. Najobičajnejši naravni monomer je glukoza, ki se z glikozidno vezjo veže v škrob in celulozo. Škrob in celuloza sestavljata več kot 30% celotne rastlinske mase.

## Naravni monomeri
Najpomembnejši naravni monomeri so 
- amino kisline, ki polimerizirajo v beljakovine,
- nukleotidi, monomeri v celičnih jedrih, iz katerih nastajajo nukleinske kisline, od katerih sta najbolj znani ribonukleinska kislina (RNK) in deoksiribonukleinska kislina (DNK),
- glukoza, ki polimerizira v škrob, amilopektin in glikogen. V teh polimerizacijah se odceplja voda, zato se prištevajo med polikondenzacije.

## Sintetični monomeri
Najpomembnejši sintetični monomeri so nenasičeni ogljikovodiki iz homolognih vrst alkenov, na primer eten in propen, iz katerih se sintetizirajo polietileni in polipropileni, in arenov, med katere spada stiren (fenileten), iz katerega se sintetizirajo polistireni. Zelo pomembni so tudi akrilni monomeri, na primer akrilna kislina, metil metakrilat in akrilamid. Akrilni polimeri imajo izredne optične lastnosti in se uporabljajo kot akrilna stekla, na primer pleksiglas.